# Nokia 5130
A Nokia 5130 Xpress Music a Nokia egyik 2008 novemberében megjelent mobiltelefonja az XpressMusic szérián belül. Támogatja a Java MIDP 2.0-t és a Flash Lite 2.0-t. Az Opera Mini webböngésző és Windows Live is telepítve van rá.

## Adatok
| Típus                   | Adatok |
| ----------------------- | --- |
| Működési frekvencia     | Négysávos GSM 850 / 900 / 1800 / 1900 |
| Súly                    | 88g (akkumulátorral) |
| Méret                   | 107.5 x 46.7 x 14.8 mm, 65 cc |
| Forma                   | Hagyományos |
| Akkumulátor élettartama | Beszélgetési idő (maximum): - GSM 6 óra, Készenléti idő (maximum): - GSM 288 óra, Videolejátszási idő (maximum): 4 óra, Videófelvételi idő (maximum): 1 óra, Zenelejátszási idő (maximum): 20 óra |
| Akkumulátor típusa      | BL-5C 1020 mAh Li-Ion |
| CPU                     | ARM9 231 MHz |
| Kijelző                 | Típus: LCD Szín: 256 ezer (24-bit) Felbontás: 240 × 320 pixel (QVGA) |
| Kezelőfelület           | Nokia S40 v5 |
| Memória                 | 30 MB belső és 1 GB memóriakártyával csomagolva |
| Bluetooth               | Bluetooth 2.0, A2DP |
| USB                     | Beépített Micro-USB csatlakozó |
| Adat-hálózat            | CSD, GPRS multisot class 32, EDGE (EGPRS) class 32 |
| Oldalsó gombok          | Dedikált zene és hangerő gombok |
| Memóriakártya nyílás    | Kártya típusa: (hivatalosan) maximum 2 GB microSD |
| FM Rádio                | Sztereó: Igen |
| Zenelejátszó            | Támogatott formátumok: AAC, eAAC, eAAC+, MP3, Midi, WMA, WAMR, MXMF |
| Kamera                  | Felbontás: 2 megapixel, 4x digitális zoom, felbontás: 1600 × 1200 |
| Speciális               | 3,5 mm fülhallgató bemenet és Flash Lite 3.0 |